# Parques nacionales y áreas protegidas de Chad

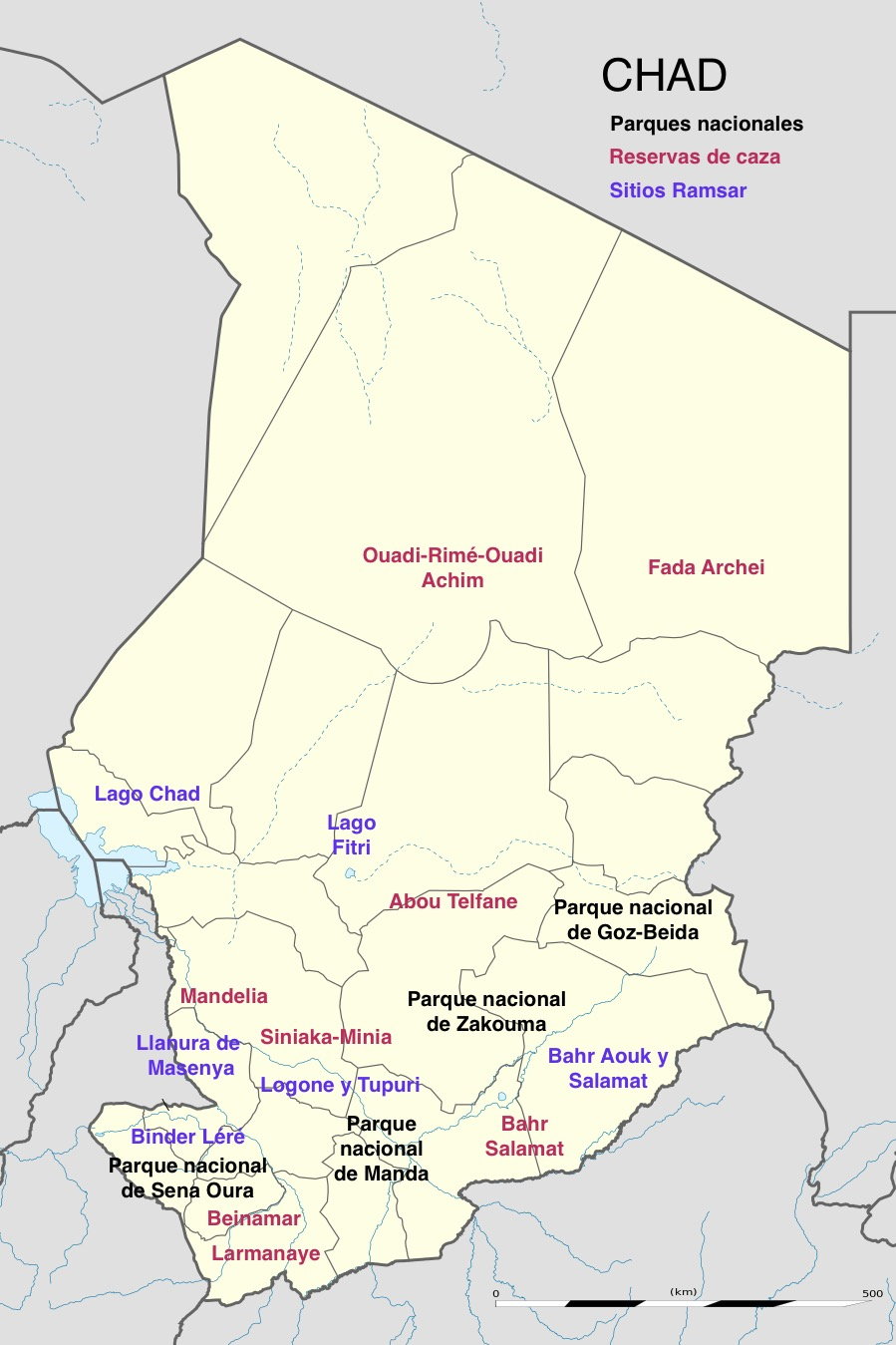
Áreas protegidas de Chad

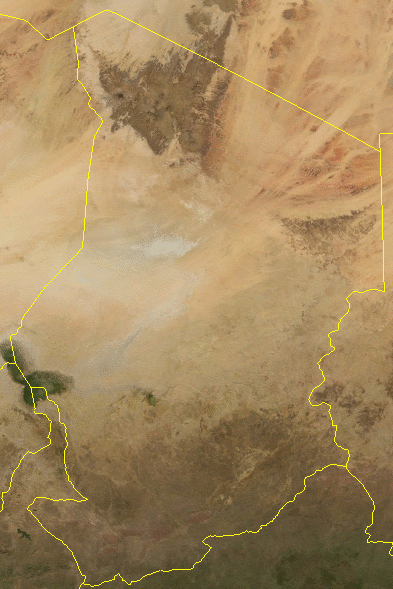
Vista desde satélite de Chad

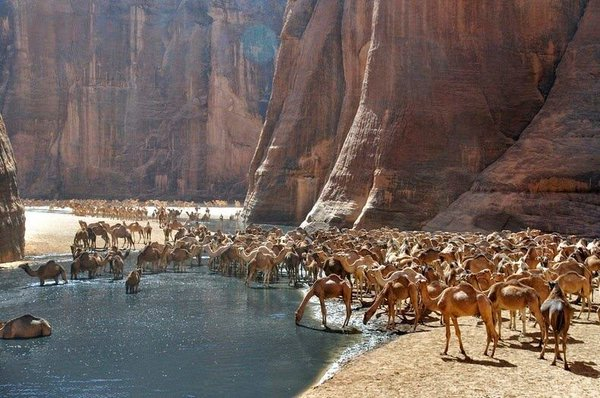
Guelta d'Archei, paisaje natural y cultural protegido en el macizo de Ennedi

En Chad, según la IUCN, en 2024 hay 23 zonas protegidas que cubren 266.056 km2, el 20,96% del territorio (1.269.454 km2), de las cuales 5 son parques nacionales, 8 son reservas de fauna y 2 son una reserva y un área de caza. A estas se suman 6 sitios Ramsar y 2 sitios patrimonio de la Humanidad. Aun no citado por la IUCN, en 2022 se crea el parque nacional de Zah Soo, que junto con la Reserva de fauna de Binder-Léré, que es sitio Ramsar, forma parte del Complejo de áreas protegidas de Binder-Léré (CAPBL).

## Elefantes
Los elefantes siempre se encuentran en zonas protegidas y son un síntoma de la calidad de la protección de la biodiversidad y el medio ambiente. En Chad solo viven en el sur, debido a que toda la zona norte tiene un clima desértico extremado, y en el sur se combinan varias zonas de clima sudanés-saheliano e incluso guineano, con un paisaje de sabana con acacias. En 2015, la IUCN, La SSC (Species Survival Comission) y la African Elephant Specialist Group estimaron mediante observaciones que en Chad había unos 794 elefantes, principalmente en las zonas meridionales, mientras que de los países que tienen frontera con Chad por el sur, la República Centroafricana contaba con 702 y Camerún con 6830 elefantes. Donde más elefantes hay en Chad es en el parque nacional de Zakouma (con 443 en 2015), en Binder-Leré (132), en las regiones de Chari Baguirmi-Mayo Kebbi Este (168), en torno al Lago Fitri (73), en el área de Doum Doum, junto al lago Chad (60), en el área de Baké, Yamodo y Goré (50), en Larmanaye (50), y así hasta 14 zonas con 20 o menos elefantes situadas siempre al sur del país.

## Parques nacionales
- Parque nacional de Manda, 1.140 km², en el sur, sabana y sabana arbolada, 1.000 mm de lluvia entre abril y noviembre, al oeste del río Chari. Hay conflicto entre los animales salvajes y los pastores locales.[3]

- Parque nacional Sena Oura, 735 km², sudoeste, sabana arbolada y bosque, león, elefante, guepardo, etc. Unido al parque nacional de Boubandjida, al oeste, de Camerún.[4]

- Parque nacional de Goz Beïda, 3.000 km², en el sudeste, cerca de la ciudad de Goz-Beïda, en la región de Sila, frontera con Sudán. El nombre significa "duna de arena blanca"; clima estepario, 600 mm de lluvia de junio a noviembre, seco y caluroso en invierno; cebras, leones, jirafas, leopardos, elefantes, rinocerontes, etc., en un paisaje casi llano con algunas montañas, sembrado de acacias, baobabs y otras especies adaptadas al entorno.[5] En 2008, la región al este de Goz Beïda se usó como salvaguarda para refugiados de Darfur Occidental y desplazados de las zonas fronterizas con Chad desde Sudán.[6]

- Parque nacional de Zakouma, 3.000 km², sudeste, cerca de Am Timan, importante reducción de fauna por el conflicto civil, de 300.000  elefantesen 1970 a 10.000 en 2006. En 2010 quedaban unos 400; en 2017 probablemente haya unos 500.[7]

- Parque nacional de Siniaka-Minia, 4158 km2, en el sur, zona saheliana,región de Guéra. Antes reserva de caza. Llanura con un macizo de 1.610 m drenado por dos ríos, Siniaka y Doriorum, efímeros pero con pozas permanentes, sabana con matorral; reserva para proteger el rinoceronte negro.[8]

- Parque nacional de Zah Soo, 815 km2. Al sudoeste de Chad, en la frontera con Camerún, en una zona de transición entre los ecosistemas sudanés y saheliano. Junto con la Reserva de fauna de Binder-Léré, que es sitio Ramsar, forma parte del Complejo de áreas protegidas de Binder-Léré (CAPBL), que posee varios humedales y las cascadas más grandes del país, como las cascadas Gauthiot, con un desnivel de 45 m. El paisaje, más húmedo que en otras zonas del país, está formado por bosques abiertos, galerías forestales con grandes árboles de la sabana sudanesa, llanuras inundables y los lagos Léré y Tréné, a lo largo del río Mayo Kebbi, afluente del Benue, que albergan una rica avifauna.[9]

## Reservas de fauna

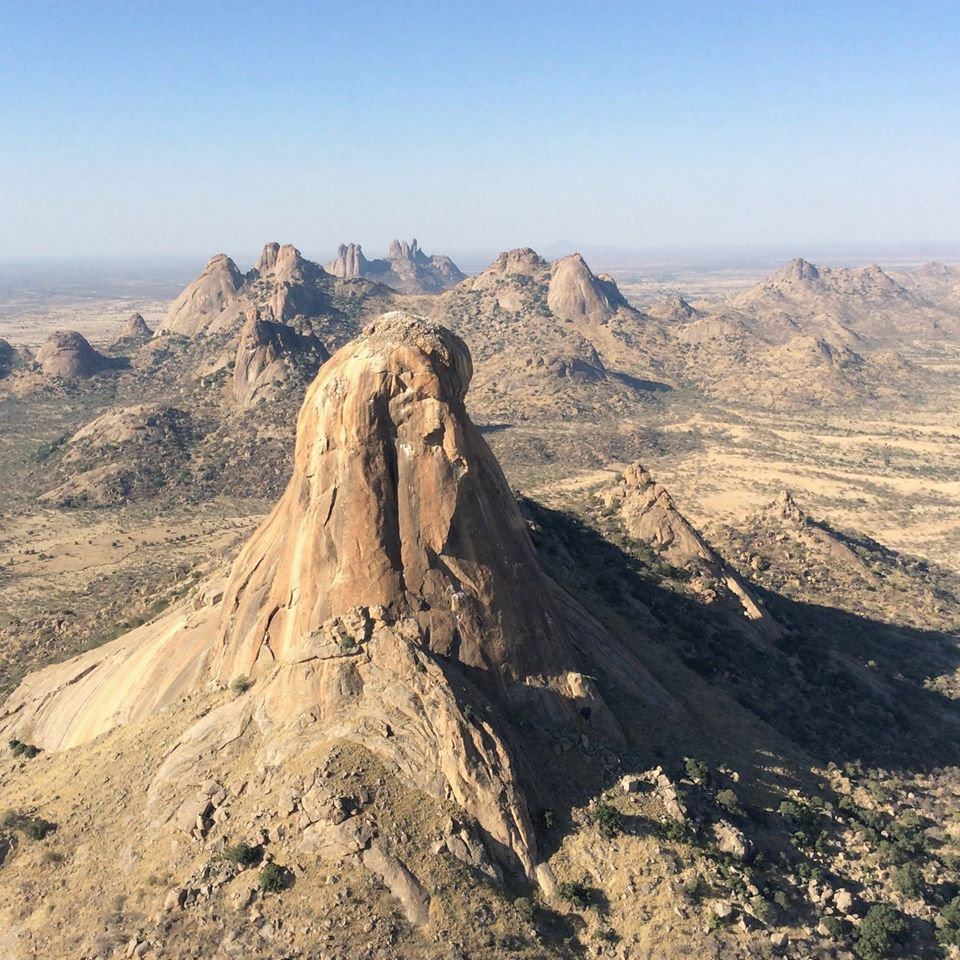
Monte Abtouyour en la región de Guera, donde hay varias reservas de fauna, como las de Abou-Telfane y Siniaka Minia, que ahora es parque nacional.

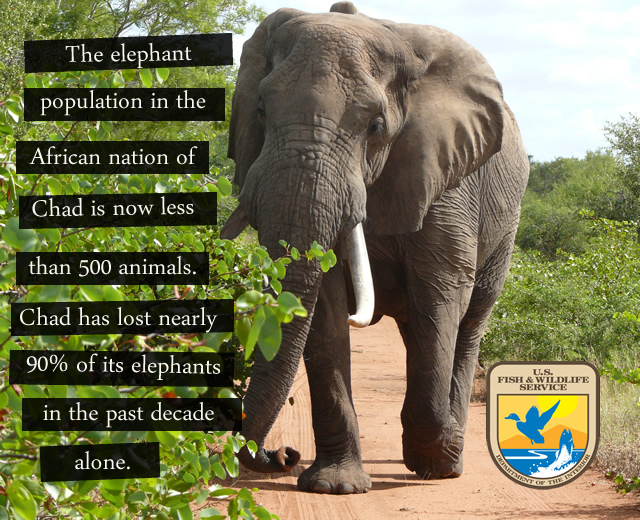
Cartel de la organización estaodunidense USFWS sobre la caza ilegal de elefantes en Chad.

- Reserva de fauna de Fada Archei, 2.110 km², nordeste, entre 500 y 1.000 m de altitud, creada en 1967 para proteger el arruí o carnero de Berbería. Está considerado un ecosistema depauperado con vegetación de acacias y datileros del desierto a orillas de los uadis. Hay leones y gacelas comunes, entre otros.

- Reserva de fauna de Beinamar, 763 km², sudoeste. Junto al parque nacional Sena Oura, en la región de Logone Oriental, desde 1980. Corredor de elefantes, sacudido por la guerra civil, sabana arbolada. Forma parte del cinturón de elefantes que se extiende a lo largo de la sabana sudanesa al sur de Kaélé, en Camerún.  Los elefantes se desplazan a lo largo de las reservas de Binder-Leré y las regiones de Larmanaye y Beinamar.

- Reserva de fauna de Larmanaye, 3.040 km², sudoeste, al sur del parque nacional Sena Oura, en la región de Logone Occidental, desde 1980. La población local pidió en 2013 destinar una zona de 882 km2 a reserva integral. La reserva se halla en la zona sudano-guineana de Chad, que forma parte de la sabana sudanesa occidental. Las precipitaciones oscilan entre 800 y 1300 mm anuales, con una temperatura media de 26 oC. Los suelos son ferralíticos rojos (arcillosos-arenosos) e hidromórficos. La vegetación se caracteriza por la sabana, con árboles, matorrales y pastos, bosques abiertos y bosques de galería. Entre los géneros dominantes de plantas: Burkea, Prosopis, Parkia, Pterocarpus, Isoberlinia, Daniellia, Combretum, Terminalia, Anogeissus y Sclerocarya. El incremento de la población y sus necesidades de tierras cultivables modifica el paisaje. Ls ganadería extensiva, la recogida de leña y madera para otros usos, abre grandes zonas de pastos que favorecen a algunas especies salvajes.[10] En 2016 se contabilizaron una cincuentena de elefantes en la reserva.[11] En 2002 se habían contado un centenar.[12]

- Reserva de fauna de Mandelia, 1.380 km², sudoeste. En la región de Guéra. Zona inundable cuando los ríos Cheri y Logone crecen, densa sabana boscosa, elefantes y kobos procedentes de Camerún cuando se intensifica la caza.

- Reserva de fauna de Abou Telfane, 1.100 km², centro sur. En la región de Guéra, en una zona plagada de reservas que lindan con el parque nacional de Zakouma. En esta zona, las lluvias aumentan de 600 a 800 mm anuales y al estar en la cuenca baja de los ríos Chari-Logone, con vegetación sudano-sahaliana, permite no solo una abundante vida salvaje, sino también una agricultura diversificada con la recogida de goma arábiga de varias especies de acacias y el cultivo de la más productiva, la Acacia seyal. Hacia el norte, las zonas sahelianas, las lluvias descienden a 200-400 mm anuales. La reserva está situada en el macizo montañoso de Guera (1800 m), entre los 500 y los 1500 m de altitud. Las precipitaciones pueden alcanzar aquí los 800-950 mm, con una vegetación de sabana dominada por los géneros Anogeissus, Boschia y Capparidaceae, aunque en las zonas rocosas hay poca vegetación. Entre los mamíferos hay kudu, eland, elefante, rinoceronte, hiena y diversos antílopes.[13]

- Reserva de fauna de Ouadi-Rimé-Ouadi Achim, 80.000 km², centro. Entre sabana arbolada y desierto, con lluvias de 70 mm a 980 mm debido a la inmensidad del territorio, repartido en una llanura de entre 180 y 250 m con alguna elevación volcánica aislada y un macizo al este de hasta 1.500 m de altitud, con un cordón de dunas llamado Goz Kerky que la recorre de norte a sur. Los ríos descienden del macizo, creando zonas inundadas temporales con acacias, datileros del desierto, Combretum glutinosum y Boscia senegalensis. En las depresiones de las dunas hay acacias de copa plana, y en el desierto Cornulaca monacantha. Hay gacelas y guepardos y se están reintroduciendo oryx blancos.[14]

- Reserva de fauna de Binder-Léré, 1.350 km², sudoeste, en la cuenca del río Mayo Kébbi, afluente del río Benue, que fluye hacia el oeste, hacia la cuenca del río Níger. Comprende las cascades Gauthiot. Es una de las zonas más húmedas de Chad, con 900 mm de precipitación. En los años ochenta se encontraban más de un centenar de manatíes de África Occidental.[15]

## Reservas de caza
- Reserva de caza de Aouk, 11 850 km² estimado, sursudeste, en la frontera con República Centroafricana, donde se encuentra la Reserva de fauna de Aouk Aoukale. En algunos medios, ambos se consideran parques nacionales.[16] [17] En 2019 se crea el Proyecto Aouk de la Unión Europea, para hacer un seguimiento de los movimientos migratorios y las actividades ilegales o no, en el complejo transfronterizo que implica a Chad, República Centroafricana y Sudán, a lo largo del río Aouk y las zonas de caza adyacentes.

- Reserva de caza de Bahr Salamat, 20.950 km², desde 1964, en el sur, en el río Salamat, afluente del río Chari, sabana arbolada. Envuelve el parque nacional de Zakouma, con el mismo problema causado por la guerra civil y el exterminio de la fauna y los elefantes.[18][19]

## Patrimonio de la humanidad
- Paisaje natural y cultural del macizo de Ennedi, 24.412 km², desde 2016, en el macizo de Ennedi, en el nordeste de Chad, en la región de Ennedi. Se trata de uno de los seis grandes macizos del Sahara, en los límites meridionales del desierto. Sus mesetas, gargantas y formas espectaculares de arenisca esculpidas por la naturaleza se extienden sobre unos 30.000 km2. En el curso de los últimos 11 700 años, el clima ha cambiado drásticamente, ya que hace solo 4300 años era húmedo, con lluvias abundantes. Los valores universales de Ennedi son los vestigios arqueológicos (miles de pinturas rupestres y grabados en las cuevas, cañones y refugios), sino también una fauna saheliana y una flora subtropical que se ha refugiado en sus nichos ecológicos. Entre ellas hay especies aisladas en los que se conoce como jardín del Edén del Sahara desde hace miles de años. Entre las profundas gargantas y las gueltas donde corre el agua rodeada de altas paredes, sus arcos y pilares, las mesetas azotadas por el viento, destaca la Guelta d'Archei, una guelta entre montañas donde sobreviven cocodrilos y que sirve de parada a las caravanas de camellos en su travesía del desierto.[20][21][22]

- Lagos de Unianga, 628 km2 (Ounianga en fracnés). Una serie de 18 lagos interconectados en la hiperárida región de Ennedi, en el nordeste de Chad, donde caen menos de 2 mm al año de lluvia. Los lagos dan lugar a paisajes de gran belleza por sus formas y colores, ya que los hay dulces, salinos y muy salinos. Se encuentran en dos grupos separados por 40 km. El primero, Unianga Kebir, tiene cuatro lagos, el mayor de los cuales, Yoan, cubre un área de 358 ha y tiene 27 m de profundidad. El segundo grupo, Unianga Serir, comorende 14 lagos separados por dunas. Carrizos flotantes cubren la mitad de estos lagos evitando su evaporación. El mayor, el lago Teli, tiene 436 ha y menos de 10 m de profundidad. Algunos tienen un agua dulce que favorece la fauna acuática, sobre todo los peces. La cuenca fue ocupada por un gran lago hace menos de 10.000 años. Las 4869 ha de zona colchón incluyen la localidad de Unianga Serir (1000 hab. en 2012), cerca del lago Teli.[23]

## Sitios Ramsar

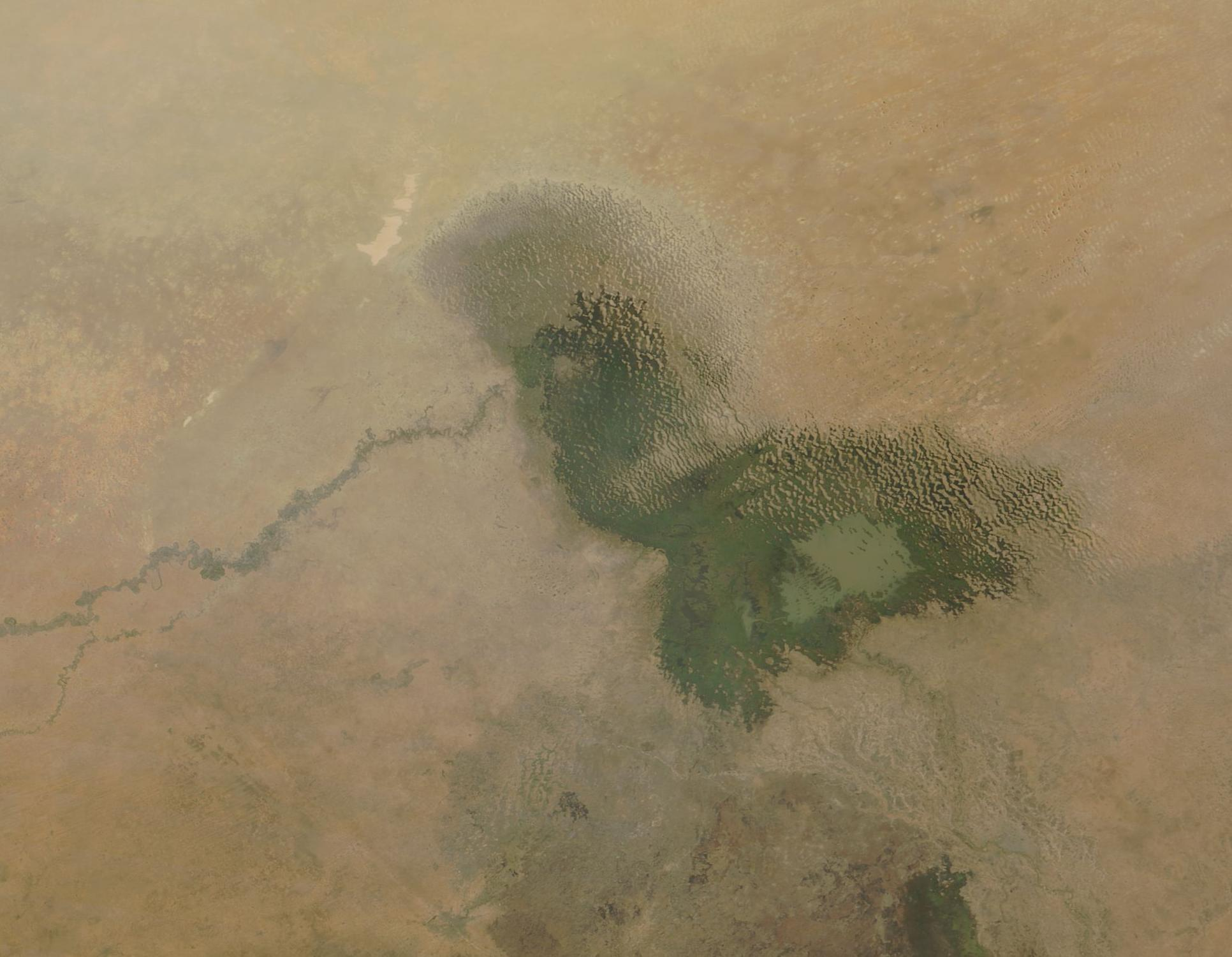
Lago Chad en 2017. La parte que pertenece a Chad es la mitad de la derecha, una zona muy menguada y pantanosa en reducción. Entre todos los países que se benefician, Níger, Nigeria, Chad y Camerún, había en 2017 unos 17 millones de personas. El río Chari, procedente de Chad, al sur, aporta el 90 % del agua dulce. El otro río grande, al oeste, es el Komadugu Yobe, que marca la frontera entre Níger y Nigeria en su tramo final. En 2024, las fuertes lluvias y las inundaciones provocaron un ascenso en el nivel del lago.

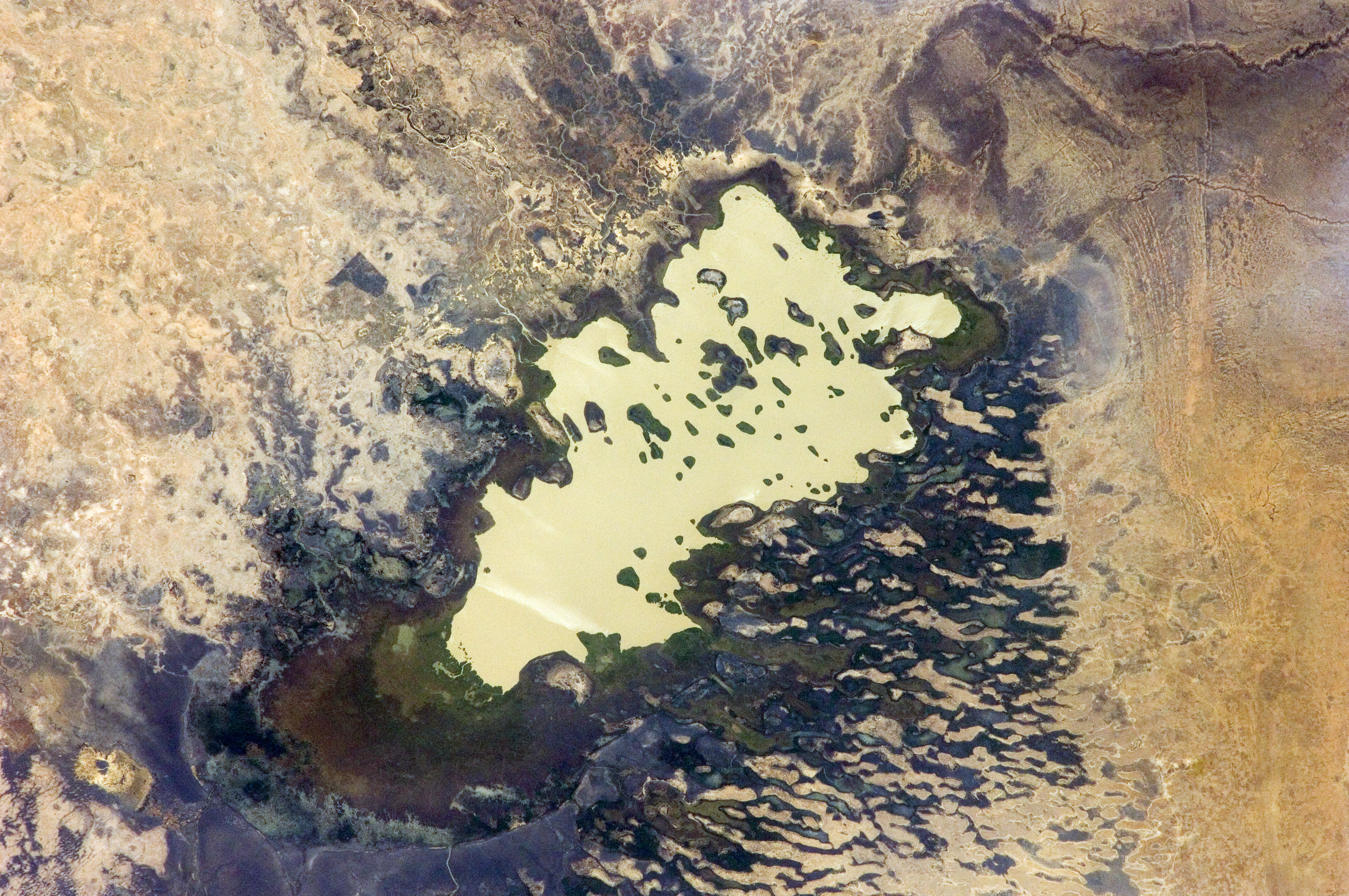
Lago Fitri, visto desde el espacio

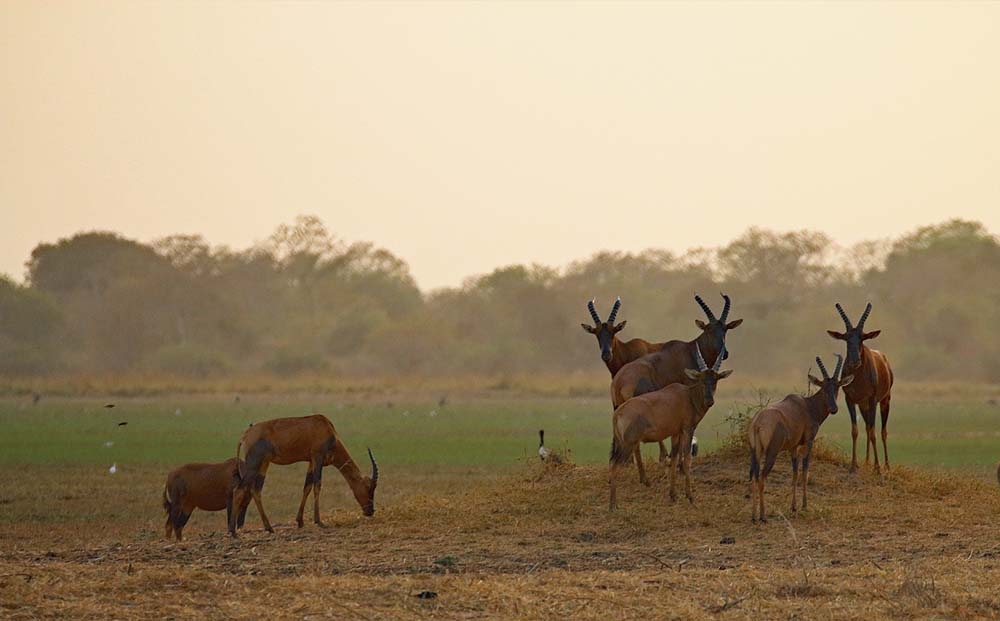
Antílopes tiang, una subespecie del tsessebe común y el topi, de los cuales hay un millar en el Parque nacional de Zakouma, dentro del sitio Ramsar de las Llanuras inundables de los ríos Bahr Aouk y Salamat.

En Chad hay 6 sitios Ramsar que ocupan una superficie de 12.405.068 hectáreas, unos 124.050 km².
- Parte chadiana del lago Chad, sitio Ramsar 1134, 14°20′N 13°37′E, 16.482 km². Una vasta extensión de agua bordeada por el noroeste por un cordón de dunas, en el nordeste por un erg de dunas móviles y en el sur por una llanura. El lago Chad es compartido por Camerún, Níger, Nigeria y Chad, con una gran variedad de humedales, aguas abiertas, islotes y bancos de arena, pólders, oasis y lagos con natrón. Numerosas aves acuáticas y 150 especies de peces. En la región hay más de  150.000 pescadores. También se obtiene el alga espirulina y natrón. Ganadería de ovejas y camellos, y algo de agricultura.[24] Las fuertes lluvias del verano y otoño de 2024, asociadas a las oscilaciones del cambio climático, provocaron la crecida de los ríos Chari y su afluente Logone, con la muerte de 576 personas en Chad y cerca de 2 millones de damnificados.[25] En todos los países, había miles de desaparecidos. En Chad se inundaron 2590 km2 de tierras de cultivo y se perdieron unos 160.000 hogares. A primeros de octubre, el nivel de las aguas en el lago superó los 8,6 metros.[26]

- Lago Fitri, sitio Ramsar 486, 12°50′N 17°30′E, 1.950 km². Este lago de carácter saheliano tiene una cuenca de unos 70.000 km², y es importante sobre todo en época de sequías. Bebedero de elefantes y refugio de aves migratorias. Pesca y pastoreo. El lago ha sido más grande en otras épocas, pero las dunas muestran que también ha padecido periodos en que ha desaparecido.[27]

- Llanura de Massenya, sitio Ramsar 1839, 11°15′N 16°15′E, 25.260 km². Estos humedales interiores forman parte de la cuenca del lago Chad, humedales, ríos y arroyos. Elefantes, leopardos, cocodrilos y se han contabilizado 386 especies de aves. Pesca, agricultura y ganadería.[28]

- Llanuras inundables del río Logone y las depresiones Tupuri, sitio Ramsar 1560, 10°30′N 16°14′E, 29.789 km². Uno de los humedales más grandes de África. Ríos, lagos, llanuras de inundación y lagunas permanentes y temporales. Especies vegetales como el neré. Especies migratorias como la grulla coronada cuellinegra, el ganso espolonado y varios  dendrocigninos. Se practica la pesca y el ahumado de los peces, se cultiva arroz, sorgo y taro. Por su extensión, engloba deforestación, extracción de agua, polución con pesticidas, extracción de petróleo, cemento, etc,., que amenazan el ecosistema. En las llanuras vive el pueblo tupuri (toupouri). El río Logone desemboca en el lago Chad.

- Llanuras inundables de los ríos Bahr Aouk y Salamat, sitio Ramsar 1621, 10°45′N 20°33′E, 49.220 km². Rodea y alberga la Reserva de fauna de Bahr Salamat y el parque nacional de Zakouma, contenido en aquella. Es uno de los sitios Ramsar más grandes del mundo entre los ríos Aouk y Salamat, afluentes del Chari, que desemboca en el lago Chad, por su derecha, de nordeste a sudoeste. El río Aouk nace en Sudán y muy pronto marca la frontera entre Chad y la República Centroafricana, donde se encuentra la Reserva de fauna de Aouk Aoukale. El río Salamat discurre más al norte, paralelo y menos importante, en el límite con el desierto. Entre ambos discurre el río Kéita. Es un complejo de llanuras de inundación, colinas, un lago, ríos y charcas en una depresión natural en la frontera de la RCA, que marca el lecho del río. Por su situación aislada y poco poblada juega un papel importante para la cría de aves migratorias. Acoge además hipopótamos, leopardos, elefantes y diversas especies de antílopes, con una importante industria pesquera, ya que se capturan anualmente más de 15.000 toneladas de pescado. Se practica la ganadería y algo de agricultura. Los árboles se usan como remedios, para leña y para los hogares. El turismo está por explotar. Las amenazas son la caza excesiva, la exploración petrolífera, el sobrepastoreo, los incendios y la contaminación por pesticidas. En los departamentos de Salamat y Bahr Koh.[29]

- Reserva de fauna de Binder-Léré, sitio Ramsar 1561, 09°18′N 14°17′E, 1350 km². Variedad de humedales, lagos, corrientes temporales y permanentes, y pantanos en la frontera entre Chad y Camerún. Las cascadas Gauthiot son veneradas por los indígenas mundang. Aguas arriba de las cascadas, las aguas de dividen entre las cuencas del río Níger y el río Logone, que alimenta el lago Chad. En la zona hay manatíes, cocodrilos, hipopótamos, guepardos, grulla coronada cuellinegra, pelícano rosado y ganso espolonado. Agricultura, caza y ganadería, petróleo, oro y cemento.[30]